# 土倉 (飲料メーカー)
株式会社土倉（つちくら）は、北海道札幌市白石区を拠点に日本茶などを取扱う製茶メーカー。日本茶の他に海苔・だしコンブ・乾燥シイタケの販売も行う。伊藤園グループ。愛称は、お茶の土倉。
北海道を代表する製茶メーカーであり、長らく林家一門を起用したテレビCM・キャッチコピーで道民に親しまれている。

## 沿革
- 1958年1月 - 創業。
- 1964年1月 - 設立。
- 2011年7月 - 伊藤園が同社株式約48.8%を取得。伊藤園グループの傘下となる。
- 2021年3月 - ブランドライン「土熊」シリーズを発売。

## 宣伝活動
- キャッチコピー - だから土倉のお茶に決めてます
- イメージキャラクター
  - 九代目林家正蔵[注釈 1]
  - 小澤ちひろ[注釈 2]
- 提供番組 - AIR-G'「Sparkle Sparkler」水曜コーナー「おみくTEA」 提供期間 - 2020年4月1日～2023年10月31日